# Сененкове
Се́ненкове —  село в Україні, в Сумській області, Роменському районі. Населення становить 142 особи. Входить до складу Роменської міської громади. До 2020 орган місцевого самоврядування - Плавинищенська сільська рада.

## Географія
Село Сененкове розташоване за 1 км від правого берега річки Сула. На відстані до 1 км розташовані села Кононенкове та Загребелля.
Селом тече струмок, що пересихає.

## Історія
Недалеко від річки Сули, що протікає по напрямку до міста Ромни із міста Суми, проти села Пустовійтівка з протилежної сторони річки височить берег давньої широкої річки з декількома Скіфськими могилами. За могилами в напрямку до села Гаї, праворуч, повз В.Будки, протягнувся широкий Будянський яр з частими боковими балками та ярами, котрі заросли густим лісом, котрий розтилався подекуди і на поля. Будянський яр лівим рукавом підпирає Гаї, а правим, ширшим пішов на Басівку, і далі, в напрямку до Смілого. З лівого боку Будянського яру, поза полосами лісів, по горі (горою), починаючи від Скіфських могил, тягнуться поля з пересіченими широтами аж до самого села Гаї.
На цих полях, а також в деяких балках і ярах, до 1938 року поселялися люди по кілька сімей, утворюючи хутори і хуторці, або ж – окремі садиби. Нерідко від прізвища, або імені перших поселенців ці хутори або ділянки мали назви. Найбільшим поселенням в першу чергу стало поселення попід горою, по берегу річки Сула. Воно так і назвалось – Загребелля, один бік якого заснували , або осіли, Скальки, це – проти кінця села Оксютенець, що по другу сторону річки Сули, а інший бік Загребелля осіли Сидоренки, який сягає кінця Пустовійтівки по інший бік річки, доходе майже до В.Будок.
В цілому Загребелля налічувало десь більше восьми десятків господарств (поселенців – сімей). Центр Загребелля оселі Сітаки, Шеремети, Залуцькі і звичайно багато інші.
По горі від Скіфських могил – першим хутором був Гусарів, який налічував до тринадцяти садиб, а з Бойками, які жили попереду, через дорогу – до п’ятнадцяти. А от Демидів яр названий від імені. На горі у виступі – жили Сененки, внизу, у яру , який спускався у широкий, Будянський, жив Тищенко Демид, зліва, під гірку, мав і кузню свою, нижче, з права – жив Ткаченко Павло. Далі по обочині яру, протягнулась Гетьманка, Настасова, Бадулівщина і т.д.
А по гор, по полю були «розсипані» інші садиби; Гусар Петро, Бурмака Андрій, Шеремети – Яків, Петро і Вихтір, Бадула, Раськи, любари і інші садиби. Були і «свої» присадибні кладовища, де хоронили померлих. Зліва від шляху по напрямку – Гаї, там де підходе яр, що тягнеться від села Плавинище, до самого шляху, упираючись в Сененківське поле, оселився невеликий хутір по обидві сторони яру з невеликим ставком по центру. Його люди назвали Сененківським хутором.
А ще лівіше, і ближче до села Гаї, утворилися ще два хутори: хутір Кононенків, і хутір Калужин, які в цілому на той час налічували більше двох з половиною десятків сімей.
Колективне господарство утворилось на цих хуторах в тридцяті роки.
Не минув бідою і 33-й рік. Деякі сім’ї не дорахувались своїх членів сім’ї.
В зв’язку з розвитком сільськогосподарської техніки, якій був необхідний широкий простір обробітку, в 1938 році було вирішено будувати село, центром якого стала оселя хутора Сененкового. При цьому - Загребелля, а також хутора Кононенків і Калужин, не чіпати, а просто упорядкувати. Вони в цілому були в стороні від польових масивів і не заважали їх обробіткові.
Так будувалось село аж до початку Великої Вітчизняної війни. Старі садиби розбирались і перевозились на нові ділянки, по вибору, при цьому кожному господарству наділялось по 0,5 га присадибної ділянки. Будували всім колгоспом.
Поряд, за гайком, ближче до річки, вибудовувались колгоспне господарство, а також ферма згодом.
В тисяча дев’ятсот сорок третьому році, під осінь, Радянська Армія визволила село, багато чоловіків, синів загинули на фронті. Але деякі поверталися, почало оживати село.
Колгосп, которого нарікли іменем С.М. Кірова, очолив фронтовик-інвалід Холоша Микола Федорович. Було організовано три бригади.
Перша, основна, була з конторою біля села, друга була біля Сидоренкового, згодом там став цегляний завод, а третя - на початку хутора Кононенкового.
Основу всього колгоспного господарства мала, звичайно, перша бригада. Тут була конюшня, майже вся тяга, була і кузня, і плотня, і зерносховище, і техніка. Тут рядом був свинарник, а згодом – корівник і телятник. Згодом організувалась і пожежна, побудована вишка далекоглядна із дзвоном.
Друга і третя бригади виконували роль помічників. Так – друга бригада почала постачати колгоспу і селянам цеглу, а третя - мала отару овець, згодом вирощувала кокони шовкунів. Була в селі і початкова школа. Вона розташовувалась по центру села, біля розвилки. В ній навчалось чотири початкових класи. Після війни першими вчителями були Тригуб Никифор Микитович та Тригуб Оксана Максимівна. Згодом школу збудували нову, ближче до гаю, біля дубової посадки. В новій школі вчителем був Митун Григорій Сергійович. Там же розташовувавсь влітку і часто - густо піонерський табір.
На перших порах колгосп ім. Кірова не давав високих врожаїв зернових. Поля в повоєнні роки були запущені, неудобрені достатньо, підводила техніка, не було доброякісного насіння тощо.
Пережили ще один, післявоєнний голод. Село Сененкове з усіма хуторами, Загребеллям були складовою частиною Оксютинської сільської ради з самого початку утворення і осідності.
Згодом, в шестидесяті роки, і пізніше, почались укрупнення аграрних господарств. Такому збільшенню передували аграрні умови, зростання кількості і якості техніки, доставка, ріст поголів’я худоби, і багато інших умов диктували поступки.
Сененківський колгосп ім. Кірова з'єднали з Плавинівським колгоспом і став існувати з’єднаний колгосп «Вперед до Комунізму», головою з'єднаного господарства став Холоша Микола Федорович, село Сененкове перейшло до Плавинищенської сільської ради.
У зв’язку з тим, що в селі Плавинище бурхливо розвивалось тепличне господарство, а в Процівці – горохове, наші господарства, з’єднались з Процівкою і утворений був радгосп з овочівницьким напрямком. Радгосп «Роменський» в 1976 році
12 червня 2020 року, відповідно до розпорядження Кабінету Міністрів України № 723-р «Про визначення адміністративних центрів та затвердження територій територіальних громад Сумської області», село увійшло до складу Роменської міської громади.
19 липня 2020 року, в результаті адміністративно-територіальної реформи та ліквідації Роменського району(1930—2020), увійшло до складу новоутвореного Роменського району.

## Економіка
- Молочно-товарна ферма.